# Aesch (Basilea Campagna)
Aesch (toponimo tedesco) è un comune svizzero di 10 184 abitanti del Canton Basilea Campagna, nel distretto di Arlesheim; ha lo status di città.

## Monumenti e luoghi d'interesse

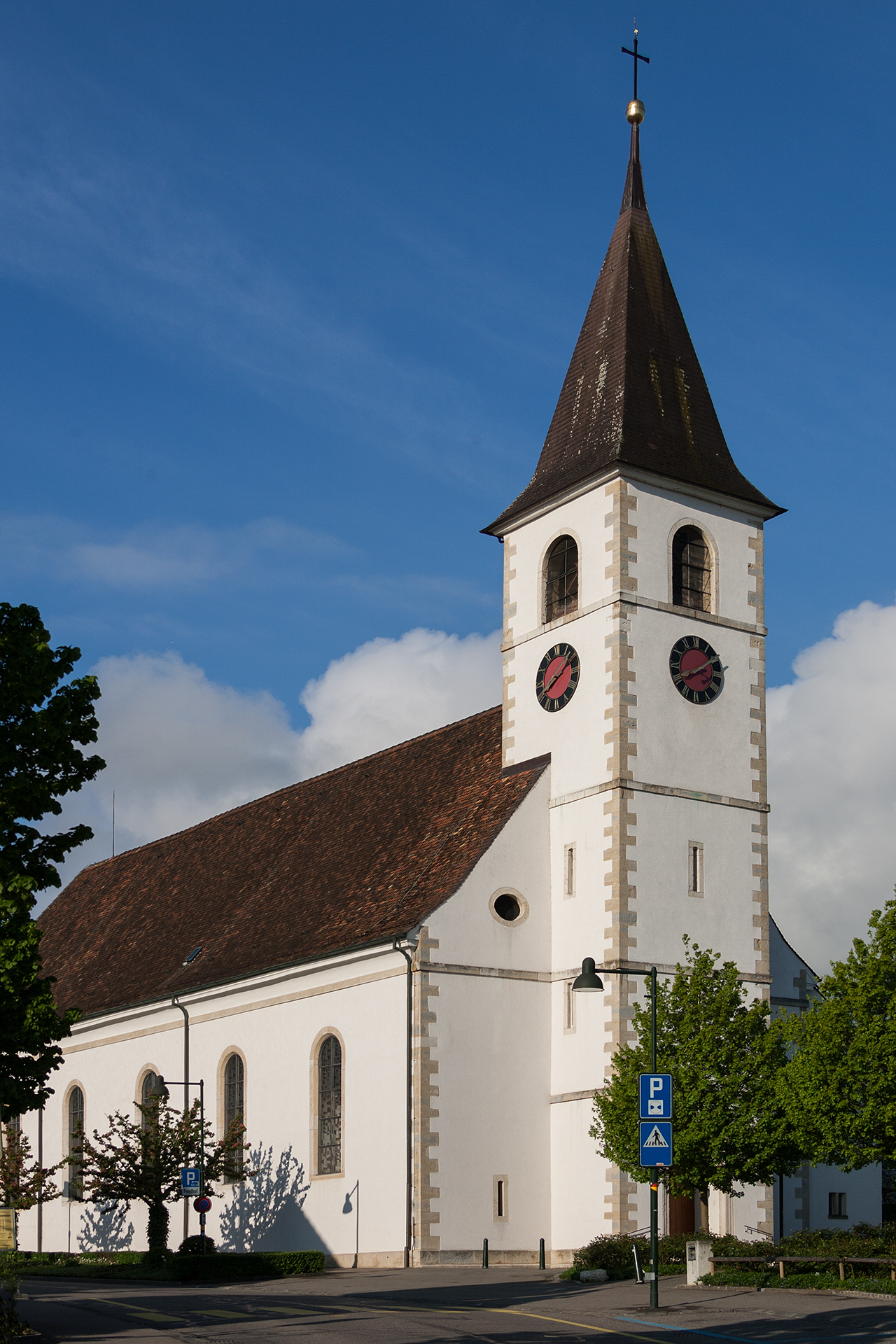
La chiesa cattolica di San Giuseppe

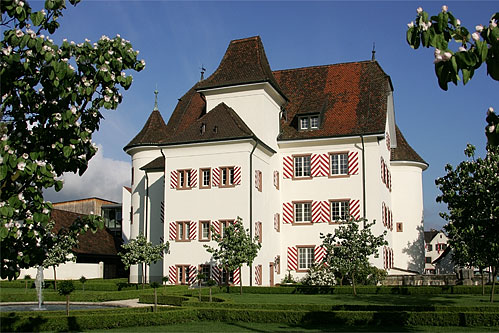
Il castello di Aesch

- Chiesa cattolica di San Giuseppe, eretta nel 1819-1820[1];
- Castello di Aesch, eretto nel 1604-1607[1].

## Società

### Evoluzione demografica
L'evoluzione demografica è riportata nella seguente tabella:
Abitanti censiti

## Infrastrutture e trasporti

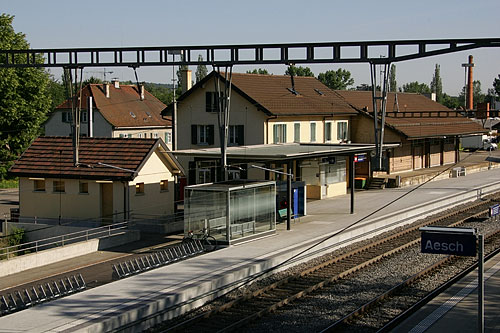
La stazione di Aesch

Aesch è servita dall'omonima stazione sulla ferrovia Basilea-Bienne.